# Zéva obrovská
Zéva obrovská (latinsky: Tridacna gigas) je největší žijící mlž. Dorůstá velikosti až 1,2 metru, váhy až 200 kilogramů a dožívají se více než sta let. Živí se řasami, fytoplanktonem a zooplanktonem. Zéva obrovská je jedním z nejohroženějších druhů mušlí. První zmínky o tomto druhu se datují do roku 1825. Avšak počet škeblí se rapidně zmenšuje a na mnoha místech, kde ještě před pár lety byly běžné, úplně vymizely. Zajímavostí je, že žádní dva jedinci zévy obrovské nejsou stejně zbarveni.

## Výskyt
Mezi její přirozené prostředí patří korálové útesy teplých mělkých vod Indického a Tichého oceánu (obvykle žije zhruba 15–20 metrů pod hladinou). Žijí také u břehů Filipín, kde se jim říká taklobo.

## Stavba těla
V mládí se zéva obrovská nedá téměř rozeznat od ostatních druhů čeledi zévovitých. Dospělá zéva obrovská má na své lastuře 4–5 vertikálních ohybů, to ji odlišuje od jinak velmi podobné Tridacna derasa, která má těchto ohybů 6–7.

### Největší exemplář
Největším známým exemplářem byla zéva, která byla objevena okolo roku 1917 na severním pobřeží Sumatry. Měřila 137 cm a váha obou lastur byla 230 kg. Avšak již byla mrtvá. Dnes je tento exemplář vystaven v muzeu v Severním Irsku.

## Ekologie

### Potrava
Tento druh se živí řasami, které filtruje přes filtr. Škeble jsou schopny pěstovat řasy ve speciálním oběhovém systému, který jim umožňuje udržet podstatně větší počet symbiontů na jednotku objemu. Když se převrátí a na plášť jí nedopadá světlo, mohou řasy odumřít. Zéva potom změní barvu a hladoví, dokud se nedostane do správné polohy.

### Reprodukce
Zévy obrovské se množí sexuálně, začínají život jako samci, ve věku osmi let jsou hermafroditi (produkují vajíčka a spermie), poté se mění v samice. Samooplození ale není možné. Samy nevyhledávají partnera opačného pohlaví, jejich vajíčka a spermie volně plavou ve vodě a poté splynou.

### Vejce
Oplodněné vajíčko plave v moři asi 12 hodin, poté se larva vylíhne. Hned jak k tomu dojde, začne produkovat křídovou lasturu.